# Tasmin Little
Tasmine Little, född 13 maj 1965, i London är en brittisk violinist.
Little studerade för Pauline Scott på The Yehudi Menuhin School och senare på Guildhall School of Music and Drama i London. Hon blev först känd då hon kom till final i BBC:s program Young Musician of the Year 1982. 1988 gjorde hon sin professionella solodebut med Halléorkestern. 
1996 blev hon utnämnd till hedersdoktor vid University of Bradford, som har döpt sitt musikcentrum efter henne. Hon har numera etablerat ett internationellt rykte och har spelat in violinkonserter av bland andra Bruch, Brahms och Sibelius. 
Utöver sin karriär som violinist är hon en framgångsrik konstnärlig ledare för festivalen Delius Inspired som sändes av BBC Radio i juli 2006. Festivalen hade ett blandat innehåll med allt från orkesterkonserter till kammarmusik, film och utställningar. Under 2005-2006 gav Tasmin konserter i Sverige, Danmark, Island, Slovenien, Spanien, Belgien och Storbritannien.
Numera spelar hon i och dirigerar ett flertal orkestrar, däribland Britten Sinfonia, Royal Philharmonic och Det Norske Kammerorkester. År 2007, för att fira Edward Elgars 150:e födelsedag, framförde hon hans violinkonserter under en turné i Sydostasien och Australien
Tasmins fiol är tillverkad 1757 av Guadagnini. Hon lånar även en Stradivarius av Royal Academy of Music.
Hennes far är den brittiske skådespelaren George Little.